# Huangjin Gui
Beim Huangjin Gui (chinesisch 黄金桂, übersetzt etwa Goldene Duftblüte) handelt es sich um einen chinesischen Oolong-Tee aus Anxi in der Provinz Fujian.
Der Name kommt von der goldenen Farbe seiner Blätter und seinem charakteristischen, blumigen Aroma, welches an Duftblüten (Osmanthus) erinnert.
Dieser Oolong ähnelt Tieguanyin mit nur einer leichten Oxidation. Folglich hat er ein sehr blumiges und zartes Aroma ohne die Herbheit eines grünen Tees oder die Schwere eines schwarzen Tees.

## Sagen
Es gibt zwei Sagen über die Entstehung dieser Teesorte:
Wang-Sage
Der Tee soll aus zwei Samen entstand sein, die Lin Ziqin von Wang Danwei, von einem Ahnentempel am Tag ihrer Hochzeit erhielt. Die Pflanzen, die daraus wuchsen sollen den Wohlstand ihrer Vorfahren und Vereinigung ihrer Familien repräsentieren. Der daraus hergestellte Tee hatte eine einzigartige goldene Farbe und einen Duft wie Osmanthus. Daher wird dieser Tee oft als Hochzeitsgeschenk überreicht.
Wei-Sage
Ein Teebauer namens Wei Zhen spazierte an einem Bach entlang, als er am Horizont eine goldene Pflanze erblickte. Als Teebauer fühlte er sich verpflichtet, eine Probe zu nehmen und diese zu kultivieren. Zu seiner Überraschung roch der Tee nach Osmanthus und erinnerte an eine satte, goldene Farbe.
Beide Sagen stammen ursprünglich aus der Mitte des 19. Jahrhunderts.

## Zubereitung
Der Tee wird, wie bei grünem Tee üblich, mit ungefähr 85 °C heißem Wasser aufgegossen und etwa zwei bis drei Minuten ziehen gelassen, damit sich ein mildes und sanftes Aroma entfalten kann. Die Blätter erlauben mehrere Aufgüsse.